# Жуков, Владимир Васильевич
Владимир Васильевич Жуков (13 февраля 1933, Дунилово, Ивановская Промышленная область — 2017) — советский и российский живописец и график.

## Биография
Учился в Ярославском художественном училище (1948—1953), Институте Живописи им. И. Е. Репина (1953—1959). Участник выставок с 1953 г.

## Творчество
Владимир Жуков своё творческое кредо формулирует следующим образом: «Перестройка видения от иллюзорно-предметного к пространственно-пластическому через распредмечивание».
Владимир Жуков получил фундаментальное художественное образование, но становление его как художника-живописца шло через постоянное преодоление канонов академизма.
В совершенстве владея техникой, Жуков стремился уйти от натуралистического изображения предметного мира, сосредоточив все внимание на передаче идеи, переживания, ассоциаций.
Эти искания приводят Жукова в т. н. «Круг Кондратьева»: в 1967-м он знакомится с художником Павлом Кондратьевым, учеником Казимира Малевича и Павла Филонова. Данный период становится наиболее плодотворным для Жукова-живописца, работы, созданные под влиянием петербургской неакадемической школы, и, непосредственно, общения с Павлом Кондратьевым можно назвать вершиной творческих исканий мастера.
Формируется характерный живописно-пластический язык автора: абстрагирование от натуры, высокая степень обобщения, плоскостность, отсутствие перспективы. Характерен и колорит, чаще всего — приглушенный, сумрачный. В нём, как правило, доминируют серовато-сизые, охристо-коричневые, кирпично-красные тона.
Пристальный интерес к древнерусской живописи, пластический анализ иконы нашли своё воплощение в наиболее известном цикле работ этих лет — серии «живописных икон»: «Икона», «Икона I», «Большой лик» и др.(1980-е — 1990-е).
Ещё одна характерная черта творчества Владимира Жукова — «пристрастие художника ко всему рукотворному, созданному непосредственно человеком из природных материалов: бревенчатым стенам, избам, заборам, кирпичной печной кладке, простейшим вещам домашнего обихода». Питаемые образами родной провинции, эти живописные композиции часто соединяют в себе традиции русского авангарда начала XX века, декоративность и красочность древнерусского искусства и собственные пластические и сюжетные искания автора (работы «Швея», «Птица детства», «Дом с голубыми ставнями» и др.).
Отдельная глава творчества Владимира Жукова — т. н. «Баклуши» — вырубленные из дерева и расписанные вручную скульптуры. По словам художника, «процесс раскрашивания растягивался на месяцы и годы. Превращение простых поленьев, чурок и кубарей в живописные объёмы становилось иногда делом таким же сложным, как написание картины. Случалось порой так, что роспись с объёма переходила на плоскость холста». Объединение живописных объёмов баклуш с живописью на плоскости — также стало одним из отличительных мотивов творчества Владимира Жукова (работы «Зимние гулянья», «Встреча», «Катерина» и др.).

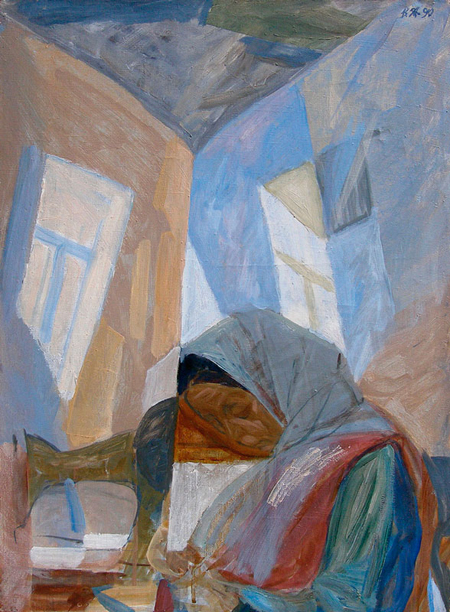
Владимир Жуков. Швея. холст, масло. 1990
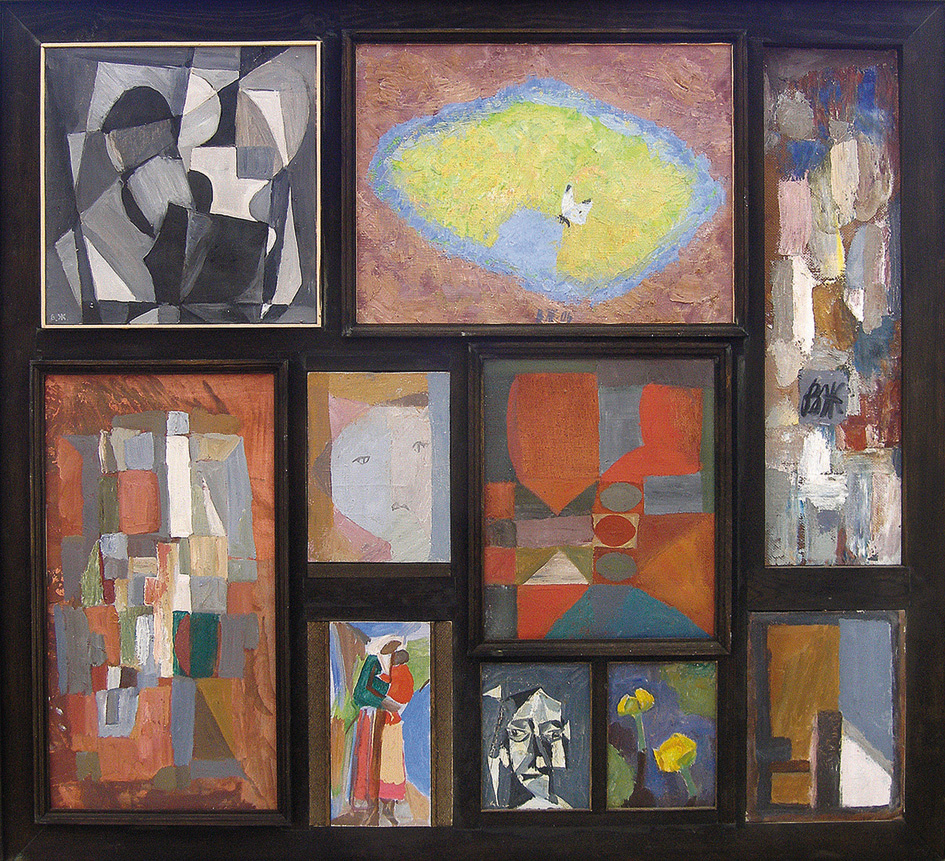
Владимир Жуков. Кассета-2 (фрагмент). холст, масло. 2006

## Выставочная деятельность
- 2001. Выставка «Абстракция в России» Государственный Русский Музей
- 2004. Коллаж в России. Государственный Русский Музей
- 2005. Групповые выставки. Куаншань, Китай
- 2000—2009. Ежегодные выстаки Союза Художников в ЦВЗ «Манеж»
- 2008. Персональная выставка «Юбилеи в Русском». Государственный Русский Музей, С-Петербург

В 2008 г. картина В. Жукова «Зимние гулянья» (1991) была продана в Christie’s Auction, South Kensington, London (after auction sale) . Работа под названием «Катерина» (1990) была выставлена в Dorotheum Auction, Vienna, Austria в этом же году.

## Коллекции
Работы Владимира Жукова находятся в следующих коллекциях:
- Музей Академии Художеств, Санкт-Петербург
- Государственный Русский музей, Санкт-Петербург
- Ярославский художественный музей
- Архангельский художественный музей
- Галерея «Восток», Нанкин, Китай
- Галерея «Dow’s Fine Art», Амстердам, Голландия
- Частные коллекции России, Голландии, США, Китая, Норвегии